# Schloss Matzenbach
Schloss Matzenbach war der Name des abgegangenen Herrensitzes im Rittergut Matzenbach, dem heutigen Ortsteil Matzenbach der Gemeinde Fichtenau im Landkreis Schwäbisch Hall in Baden-Württemberg.

## Beschreibung
Auf einem, heute als „Schlosshof“ bezeichneten Areal in der Ortsmitte wurde 1524 durch Wolfgang Jakob Senft von Sulburg, einem Bürger der Reichsstadt Hall ein Herrenhaus errichtet. Dieses Bauwerk ersetzten die Senft–Nachfahren 1620 durch einen Schlossneubau, der als große Rechteckanlage mit einem Treppenturm in der Mitte der Westseite erstellt wurde. 1873 wurde das Schloss nahezu vollständig durch ein Feuer zerstört. Erhalten hat sich nur der südliche Erkerturm, der heute als „Läuteturm“ ⊙, bezeichnet wird. Grund für diese Namensgebung war der Einbau zweier Glocken im 19. Jahrhundert.

## Geschichte
Um das Jahr 1500 befand sich Matzenbach als Eigengut im Besitz des Crailsheimer Bürgers Michael Völker, der den Ort zu gleichen Teilen seinen beiden Töchtern Dorothee und Lucie vererbte. Dorothee ehelichte den ritterbürtigen Wolfgang Jakob Senft von Suhlburg und erwarb 1524 die andere Hälfte Matzenbachs von ihrer Schwester und dessen Ehemann, Eban Altmann von Schmidtmühlen. Daraus wurde ein Rittergut gebildet, das zum Kanton Kocher beim schwäbischen Ritterkreis zählte.
Dieser Zweig des Adelsgeschlechts Senft von Suhlburg, benannt nach ihrer Stammburg Suhlburg bei Untermünkheim, war bis zum Beginn des 19. Jahrhunderts in Matzenbach ansässig. Mit dem Tode Johann Friedrich Wilhelm Senft von Suhlburg, württembergischer Geheimrat, erlosch das Geschlecht im Mannesstamm. Das Erbe fiel an dessen Schwestern, die Frau von Ellrichshausen und die Gräfin von Jett, sowie an seinen Enkel, Friedrich Wilhelm von Pölnitz. 1817 wurde Schloss Matzenbach an den württembergischen Obristen Heinrich von Arlt veräußert. Der Offizier verkaufte es aber schon 1820 wieder. Das Schloss kam an ein Konsortium, welches das Schloss 1837/38 seiner historischen Urkunden beraubte, verschleuderte und einstampfte. Die Inneneinrichtung wurde versteigert. Dabei kamen über 100 Ölgemälde unter den Hammer. Das Schloss selber ging an Karl Edmund von Bühler und wurde danach an den Oberförster von Kauffmann veräußerte, dessen Töchter das Rittergut um 1884 noch besaßen.

Über nachfolgende Besitzer des Schlosses liegen keine Quellen vor, lediglich in der Beschreibung des Oberamts Crailsheim von 1884 finden sich Hinweise auf mögliche Nutzungen der Schlossgebäude: Das Wirthshaus zum Phönix und das Haus des Gust. Fuchs gehörten dazu, dazwischen stand ein Thurm mit Wendeltreppe.

Wappen der früheren Besitzer
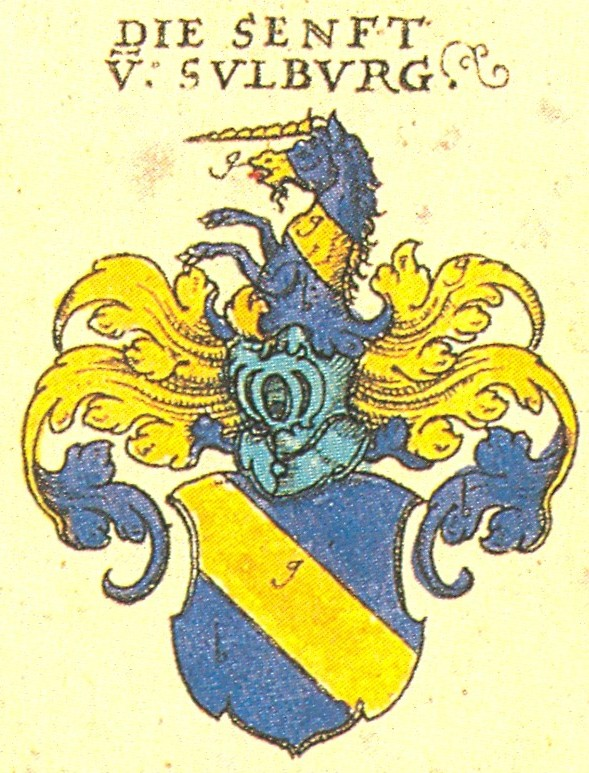
Senft von Suhlburg
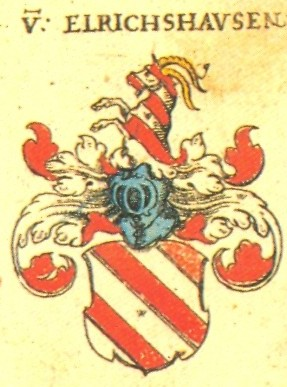
von Ellrichshausen
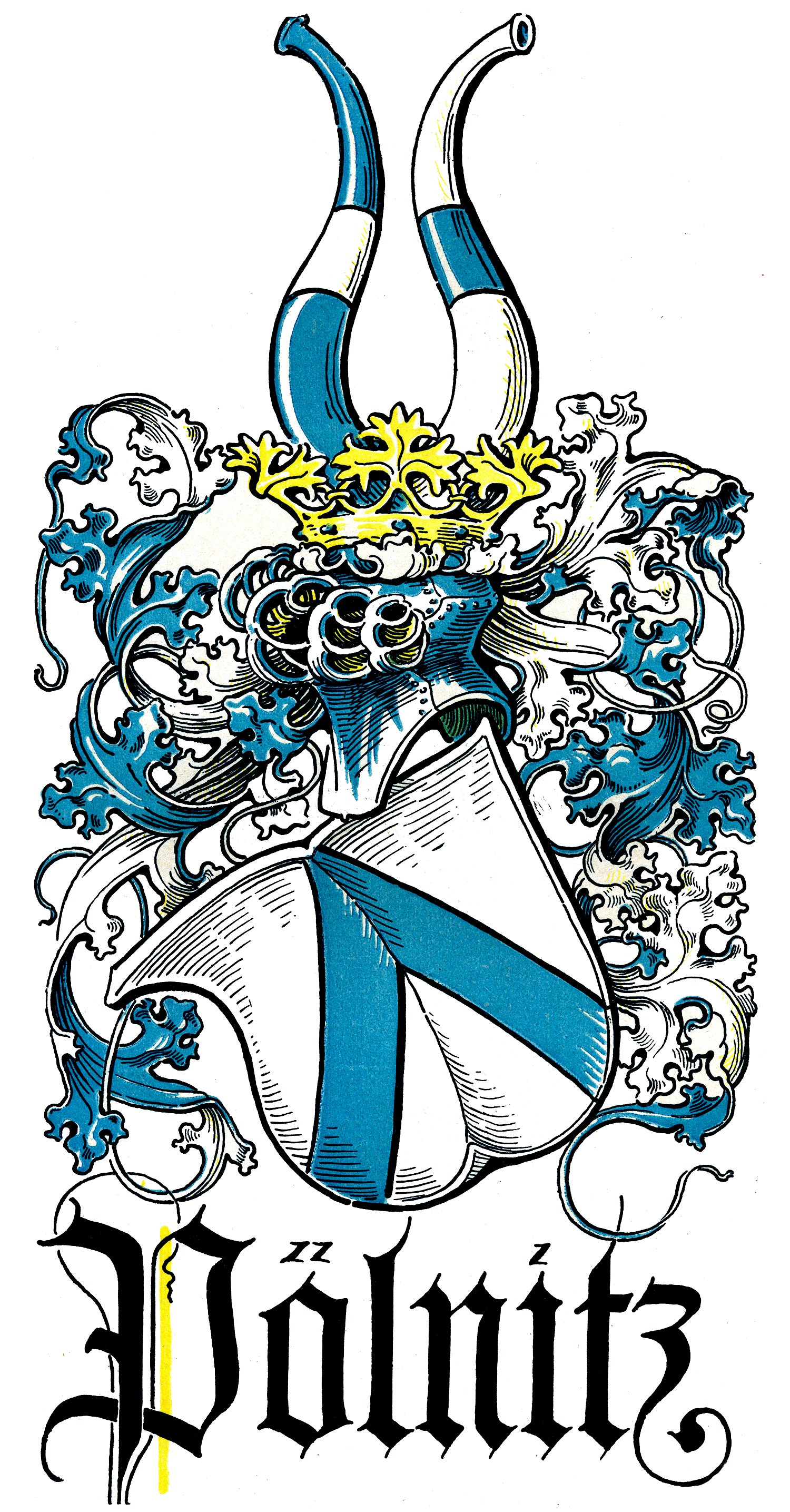
von Pölnitz